# Тураково (Московская область)
Тураково — деревня в Сергиево-Посадском районе Московской области, в составе муниципального образования Городское поселение Сергиев Посад (до 29 ноября 2006 года была центром Тураковского сельского округа).

## Население
| 2002 | 2006 | 2010 |
| ---- | ---- | ---- |
| 376  | ↘374 | ↘321 |

## География
Тураково расположено примерно в 8 км (по шоссе) на юго-восток от Сергиева Посада, на левом берегу реки Кончуры (приток реки Торгоши), на западной стороне Ярославского шоссе, высота центра деревни над уровнем моря — 190 м.

## Современное состояние
На 2016 год в деревне зарегистрировано 3 садовых товарищества. Тураково связано автобусным сообщением с райцентром и соседними населёнными пунктами. Впервые, как село, упоминается в 1526 году.